# Чурілова Галина Володимирівна
Галина Володимирівна Чурілова  (нар. 6 травня 1957, Харків, УРСР) — українська тренерка з фігурного катання. Членкиня тренерської ради Української федерації фігурного катання України, заслужена тренерка України.

## Біографія
Галина Чурілова народилася 6 травня у Харкові, СРСР. Закінчила Харківську загальноосвітню школу № 6.
З 1974—1980 роки вивчала психологію у Харківскому національному університеті імені В. Н. Каразіна
Працювала у Skate Canada («Скейт Канада»), канадській федерації фігурного катання.

## Тренерська діяльність
Наразі працює в Харкові в Українському східному центрі олімпійської підготовки із зимових видів спорту тренеркою спортивних танцювальних дуетів на льоду .

## Вихованці[5]
- Марія Пінчук / Микита Погорєлов

| Пара                               | Роки                                              | Джерело                                           |
| ---------------------------------- | ------------------------------------------------- | ------------------------------------------------- |
| Надія Фроленкова/Михайло Касало    |                                                   |                                                   |
| Мар'яна Козлова/Сергій Баранов     |                                                   | [Архівовано 5 грудня 2019 у Wayback Machine.]     |
| Анжеліка Юрченко/Володимир Бєліков | 2013-2016                                         | [Архівовано 27 жовтня 2019 у Wayback Machine.]    |
| Ольга Гіглава/Олександр Сіроштан   |                                                   | [Архівовано 5 грудня 2019 у Wayback Machine.]     |
| Дар'я Попова/Володимир Бєліков     | З 2016                                            | [Архівовано 31 травня 2017 у Wayback Machine.]    |
| Олександра Назарова/Максим Нікітін | З 2004                                            | [Архівовано 6 жовтня 2019 у Wayback Machine.]     |
| Анна Чернявська/Володимир Горовий  |                                                   | [ 6 ]                                             |
| Анастасія Саммель/Микита Погорєлов | 2017-2020                                         | [Архівовано 12 листопада 2021 у Wayback Machine.] |
| З 2020                             | [Архівовано 12 листопада 2021 у Wayback Machine.] |                                                   |
| Поліна Коробова/Михайло Романенко  | 3 2021                                            | [Архівовано 12 листопада 2021 у Wayback Machine.] |
| Марія Тесля/Дмитро Тесля           | 3 2021                                            | [Архівовано 12 листопада 2021 у Wayback Machine.] |